# General Rivera
La General Rivera è stata una cannoniera dell'Armada Nacional dell'Uruguay, varata a Montevideo nel 1884 e distrutta l'8 ottobre 1903 dall'esplosione della santabarbara.

## Storia
L'imbarcazione fu ordinata dall'Armada Nacional dell'Uruguay nel 1882, venendo progettata e costruita nel centro di Montevideo dalla Scuola di arti e mestieri. Dopo la conclusione dei lavori nel febbraio 1884, la nave fu spostata nell'arco di oltre un mese lungo le strade della città per il varo, avvenuto il 15 aprile 1884. L'imbarcazione entrò in servizio insieme ad altre due cannoniere, la General Artigas, costruita a Trieste, e la General Suárez, un'ex cannoniera francese, ma fu la prima e unica fra le tre ad essere stata realizzata in Uruguay.

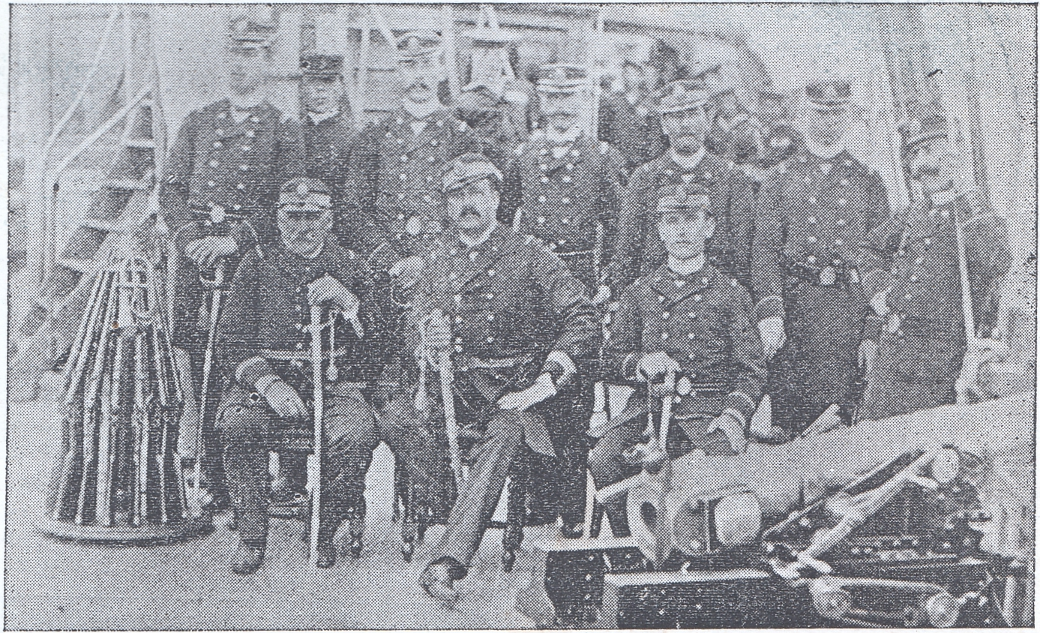
L'equipaggio della General Rivera in una foto tratta da un articolo del settimanale La Semana del 1912.

Il 28 gennaio 1888 la nave salpò da Montevideo verso lo stretto di Magellano al comando del sergente maggiore Jorge V. Bayley, resistendo a numerose tempeste, giungendo a Punta Arenas l'8 marzo successivo.
L'8 ottobre 1903, a mezzogiorno, la cannoniera fu distrutta dall'esplosione della sua santabarbara mentre era ancorata a Montevideo; l'esplosione provocò quattro morti e diversi feriti gravi, tra cui il secondo in comando, il capitano Francisco Prudencio Miranda (che perse l'occhio destro), ed ebbe un importante impatto sull'opinione pubblica, critica verso le negligenze dell'Armada Nacional e delle autorità statali.